# Dongfeng (socken i Kina, Henan, Anyang Shi)
Dongfeng (kinesiska: 东风, 东风乡) är en socken i Kina. Den ligger i prefekturen Anyang Shi och provinsen Henan, i den centrala delen av landet, omkring 160 kilometer norr om provinshuvudstaden Zhengzhou.
Genomsnittlig årsnederbörd är 641 millimeter. Den regnigaste månaden är juli, med i genomsnitt 220 mm nederbörd, och den torraste är januari, med 5 mm nederbörd.